# Euphausia crystallorophias
Euphausia crystallorophias – gatunek szczętek z rodziny Euphausiidae, występujący w subpolarnych i polarnych wodach Oceanu Południowego.

## Występowanie
E. crystallorophias znaleziono na głębokości 4.000 m p.p.m., chociaż normalnie występuje od 300 do 600 m p.p.m.. Gatunek spotykany jest na południe od równoleżnika 55° S,  dominując na południe od 74° S i w regionach zwartego lodu.

## Znaczenie w ekosystemie
E. crysrallorophias jest ważnym ogniwem łańcucha pokarmowego w Oceanie Południowym. Odżywia się glonami i jest równocześnie pokarmem wielu ryb i ptaków morskich.